# Mestre E. S.
O Mestre E. S. é um gravador alemão anônimo do final do período gótico. Foi muito copiado e imitado. O nome deriva das letras E.S. que aparece em dezoito de suas gravuras. Foi o gravador mais importante da Alemanha antes de Martin Schongauer.
Ele provavelmente veio do sul da Alemanha ou da Suíça, do mesmo modo que o Mestre das Cartas. Essa dedução se baseia em semelhanças estilísticas com artistas daquela região. Foi primeiro gravador a deixar suas iniciais nos trabalhos, o que tornou-se uma prática comum. Presume-se que tenha trabalhado como ourives antes de criar gravuras. Outro importante artista, Israhel van Meckenem, foi provavelmente seu maior assistente. 
Ele produziu uma série de onze gravuras para o Ars Moriendi (A Arte de Morrer), uma publicação devocional popular. 